# Marius Saïn
Marius Joseph Saïn (* 1877 in Montfavet, Frankreich; † 17. Mai 1961 im Département Seine-et-Oise, Frankreich) war ein französischer Bildhauer.

## Leben
Marius Saïn war der Bruder des Malers Paul Saïn. Er besuchte die École des beaux-arts d'Avignon und die École supérieure des beaux-arts de Marseille. Nach dem Tod seiner Eltern 1901 errichtete er für sie auf dem Friedhof von Montfavet ein Denkmal. 1902 zog er nach Paris, wo er mit einem Stipendium der Stadt Avignon an der Ecole des Beaux-Arts de Paris studierte. Er war dort Schüler der Bildhauer Gabriel Thomas, Jean-Antoine Injalbert sowie Henri Allouard und arbeitete mit Felix Charpentier in dessen Werkstatt zusammen. In Paris profitierte er von der Bekanntheit seines älteren Bruders Paul, durch dessen Kontakte er einige private und staatliche Aufträge für Denkmäler erhielt.
1903 nahm er an der Ausstellung Exposition de la société vauclusienne des amis des arts teil.
1901 und 1903 (ab diesem Jahr Mitglied) stellte er auf dem Salon de Société des artistes français aus. Auf dem Salon von 1903 stellte er seine Arbeit À la recherche des crabes aus, die ihm ein mention honorable einbrachte. Das Werk wurde von einem Mitglied (Baron) der Familie Rothschild für das Musée des Beaux-arts de Grenoble erworben. 1906 erhielt er auf dem Salon de Société des artistes français eine Medaille Dritter Klasse und 1910 eine Medaille Zweiter Klasse.  Die Société coloniale des artistes français gewährte ihm nach seiner Teilnahme an ihrer Ausstellung 1910 ein Reisestipendium. Er zog für mehrere Monate nach Algerien, von wo er einige orientalistische Werke zurückbrachte. 1912 reiste er nach Griechenland, wurde aber 1914 zum Dienst im Ersten Weltkrieg eingezogen. 1922 erhielt Marius Saïn den Preis Prix de la compagnie de la navigation mixte der französischen kolonialen Künstlervereinigung, danach den Preis Prix de l’Afrique équatoriale française. 1924 stellte er auf dem Salon der Kolonialgesellschaft zwei Gipsfiguren aus; Junges arabisches Mädchen und Junger arabischer Hirte.
Saïn gehörte der von dem Éditeur d’art (Kunstverleger) und Bildgießer Arthur Goldscheider in den frühen 1920er Jahren mit Vertretern des Art déco gegründeten Künstlergruppe La Stèle an, deren Arbeiten Goldscheider 1925 auf der Pariser Exposition internationale des Arts Décoratifs et industriels modernes ausstellte. Im Jahre 1926 wurde Saïn als Ritter in die Ehrenlegion aufgenommen. Bis 1935 stellte er auf dem Salon der Société des Artistes Français aus.

## Werke (Auswahl)
- Le monument aux morts de Chemillé, 1919[5]
- Jeune Berbère
- Vénus Anadyomène
- Pendule Faunes aux chevreaux
- Le loup
- Danseuse,1910
- Le porteur d’eau grec et son âne